# Číslo EC (chemie)
Číslo Evropské komise či číslo EC, též známé jako EC-no nebo EC#, je sedmimístný číselný kód přiřazovaný chemickým látkám, které jsou komerčně dostupné v Evropské unii. Toto číslo přiděluje Evropská komise a je oficiálním způsobem identifikace chemických látek v EU.
Seznam látek s číslem EC se nazývá EC Inventory. Obsahuje látky z těchto seznamů:
- Evropský seznam existujících obchodovaných chemických látek (European Inventory of Existing Commercial Chemical Substances, EINECS)

Toto jsou látky včetně polymerů, které byly komerčně dostupné v EU v období od 1. ledna 1971 do 18. září 1981. Jsou považovány za registrované na základě Článku 8(1) směrnice 67/548/EEC.
Identifikační číslo těchto látek se nazývá číslo EINECS.
- Evropský seznam oznámených chemických látek (European List of Notified Chemical Substances, ELINCS)

Tyto látky byly uvedeny na trh po 18. září 1981.
Identifikační číslo těchto látek se nazývá číslo ELINCS.
- Látky vyloučené ze seznamu polymerů ("No-longer Polymers" list, NLP-list)

Definice polymerů byla změněna v dubnu 1992 s tím výsledkem, že látky dříve považované za polymery už nebudou vyloučeny z regulace. V důsledku toho vznikl seznam (NLP) obsahující takové látky komerčně dostupné mezi 18. zářím 1981 a 31. říjnem 1993.
Identifikační číslo těchto látek se nazývá číslo NLP.
Po předregistrační fázi směrnice REACH přiřadila ECHA navíc čísla v sérii 6xx-xxx-x látkám předregistrovaným s číslem CAS. Série 9xx-xxx-x byla alokována předregistrovaným reakčním hmotám s více než jednou látkou nebo takovým látkám, které byly předregistrovány jen s chemickým názvem jako identifikátorem. Najdete je v Seznamu předregistrovaných látek ECHA.
Pro látku v jednom z těchto seznamů, její identifikační číslo, což může být buď číslo EINECS, ELINCS nebo NLP, je zároveň jejím číslem EC. Formát identifikujících čísel ve všech třech seznamech je shodný; čísla v těchto seznamech se nepřekrývají.
Číslo EC sestává ze sedmi číslic podle vzoru xxx-xxx-x.
- Čísla EINECS začínají číslem 200-001-8 (formaldehyd). V seznamu je nyní 100 204 položek.[5]
- Čísla ELINCS začínají číslem 400-010-9 (obchodní název: „žluť indosol SF-2RL“). V seznamu je nyní 4 381 položek.
- Čísla NLP začínají číslem 500-001-0 („2-methylpropen, trimery“). Obsahuje nyní 703 položek.

Čísla EC lze zapisovat v obecné formě jako NNN-NNN-R, kde R je kontrolní číslice. Kontrolní číslice se vypočítá pomocí metody ISBN. Podle této metody je to zbytek po dělení následujícího součtu číslem 11:
{\displaystyle {\frac {N_{1}+2\!\times \!N_{2}+3\!\times \!N_{3}+4\!\times \!N_{4}+5\!\times \!N_{5}+6\!\times \!N_{6}}{11}}=Q+{\frac {R}{11}}}
Je-li zbytek R roven 10, příslušná kombinace se nepoužívá jako číslo EC.
Pro ilustraci, číslo EC dexamethazonu je 200-003-9. N1 je 2, N2 až N5 je 0 a N6 je 3.
{\displaystyle {\frac {2+2\!\times \!0+3\!\times \!0+4\!\times \!0+5\!\times \!0+6\!\times \!3}{11}}={\frac {20}{11}}=1+{\frac {9}{11}}}
Zbytek je 9 a tato hodnota je kontrolní číslicí.
Látku, na kterou číslo EC odkazuje (a naopak), lze vyhledat na oficiálním webu „Evropského informačního systému chemických látek“ ESIS.